# Władysław Bossak
Władysław Bossak (ur. 1 września 1929 w Łukawicy, zm. 29 września 2005 w Katowicach) – polski chodziarz.
W 1952 ukończył Liceum Ogólnokształcące w Lesku.
Był wychowankiem klubu sportowego Sanovia Lesko. Reprezentując AZS Warszawa w chodzie na 10 km został brązowym medalistą Mistrzostw Polski Seniorów 1954 oraz srebrnym medalistą Halowych Mistrzostw Polski Seniorów 1955. W połowie lat 50. był jednym z czołowych chodziarzy w Polsce. W 1956 startował w Marszu Patrolowym ku pamięci gen. Karola Świerczewskiego na trasie Rzeszów–Jabłonki długości 161 km. Był rekordzistą świata w chodzie na 100 km.
Rekordy życiowe:
| Konkurencja           | Data i miejsce              | Wynik     |
| --------------------- | --------------------------- | --------- |
| chód na 10 kilometrów | 19 lipca 1954, Warszawa     | 49:44,0   |
| chód na 20 kilometrów | 14 lipca 1956, Warszawa     | 1:52:44,0 |
| chód na 30 kilometrów | 23 lipca 1954, Warszawa     | 3:03:13,8 |
| chód na 50 kilometrów | 2 października 1956, Zabrze | 5:56:43,0 |